# پاول کرسروود (تنسی)
پاول کرسروود(به انگلیسی: Powells Crossroads) شهری در ایالت تنسی کشور ایالات متحده آمریکا است که جمعیت آن در سرشماری سال ۲۰۱۰ میلادی، ۱٬۳۲۲ نفر بوده‌ است.